# 小曽根貞松
小曽根 貞松（おぞね さだまつ、1879年4月18日 - 1951年11月4日）は、日本の実業家。

## 来歴
小曽根喜一郎の長男として生まれる。兵庫県神戸市出身。神戸高等商業学校を卒業。
神戸市会議員を経て、1918年に阪神鉄工所社長に、1927年に神戸瓦斯社長に、1940年にオリエンタルホテル社長にそれぞれ就任した。
阪神電鉄では、1932年に監査役に就任し、取締役を経て、1946年10月に社長に就任した。1950年4月に体調不良により、社長を辞任。神戸商工会議所常議員や大阪タイガースオーナーも務めた。
1932年に紺綬褒章を受章した。